# Ofotfjorden

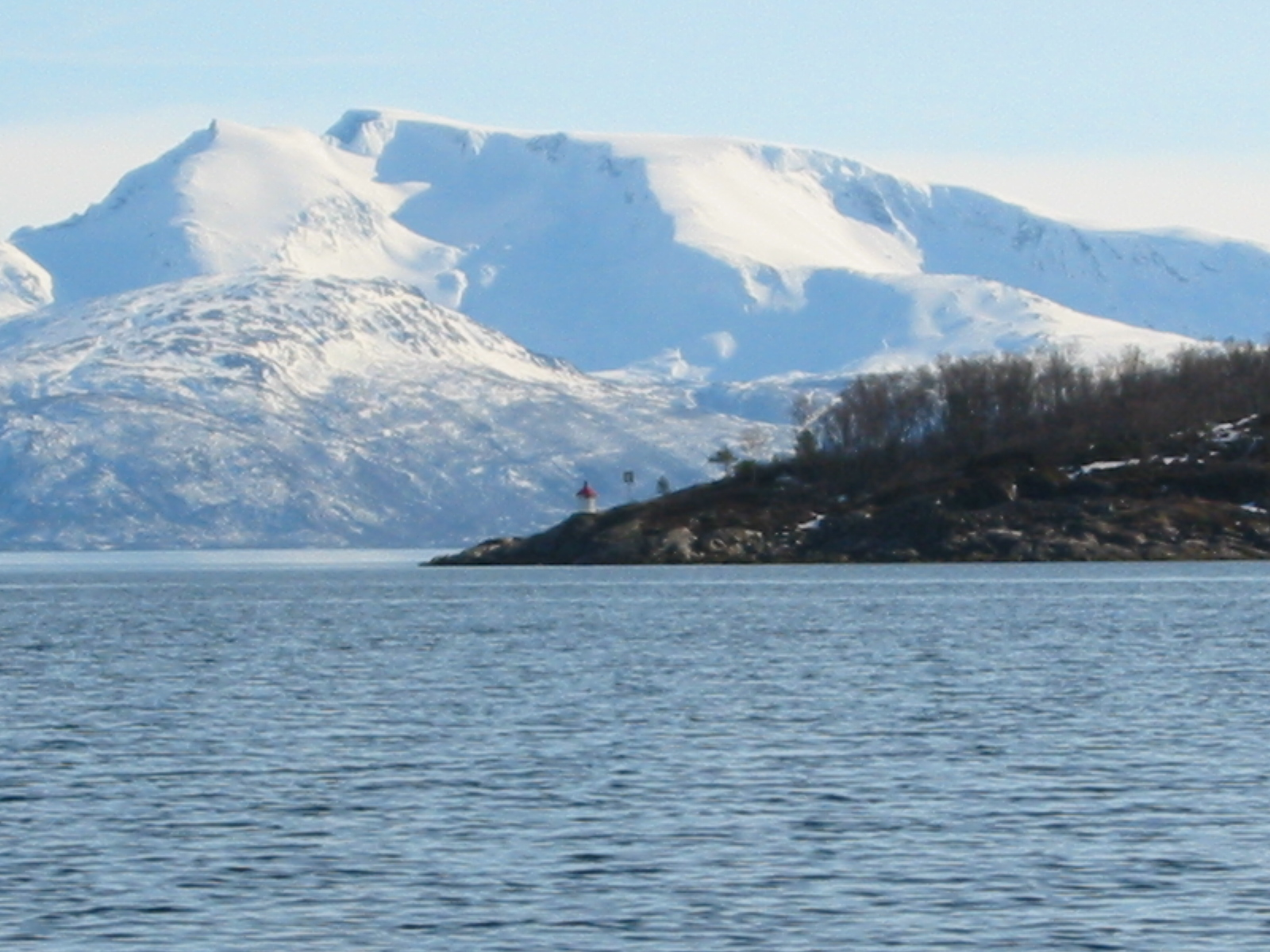
Ofotfjorden i april.

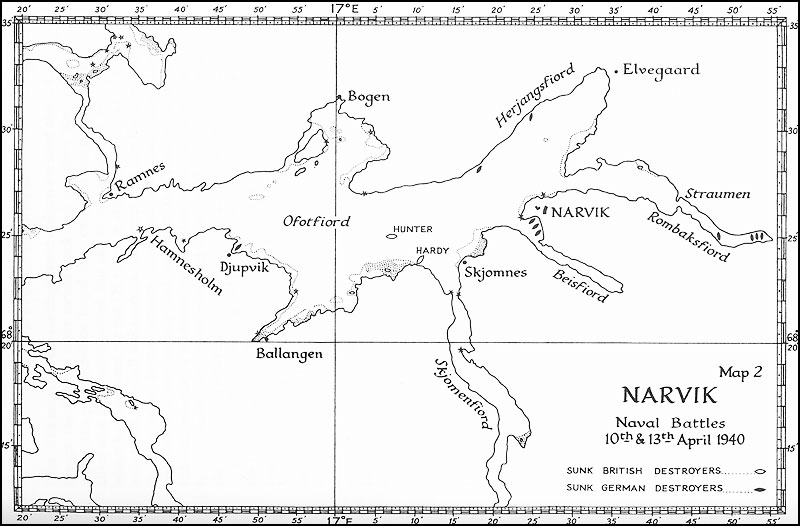
Brittisk karta över Ofotfjorden.

Ofotfjorden är en fjord i landskapet Ofoten i Nordland fylke i norra Norge. Den är delad mellan de tre kommunerna Evenes, Narvik och Tjeldsund.
Längden är 78 kilometer med ett största djup på 554 meter. Inne i fjorden ligger staden Narvik med en stor hamn och järnvägsförbindelse med Sverige genom Ofotbanan och malmbanan. De viktigaste förgreningarna är Herjangsfjorden, Rombaksfjorden, Beisfjorden och Skjomenfjorden.
Ofotenfjorden är bland annat känd som skådeplats för stora drabbningar mellan allierade och tyska sjöstridskrafter i april 1940. Cirka 2500 sjömän beräknas ha mist sina liv. Under dessa strider förlorade Sverige flera handelsfartyg, bland andra S/S Boden, S/S Torne (1913) och M/S Stråssa.